# Resolución 1564 del Consejo de Seguridad de las Naciones Unidas
La Resolución 1564 del Consejo de Seguridad de las Naciones Unidas, adoptada el 18 de septiembre de 2004, tras recordar las resoluciones 1502 (2003), 1547 (2004) y 1556 (2004), el Consejo amenazó con la imposición de sanciones contra Sudán si no cumplía sus obligaciones en Darfur, y se estableció una investigación internacional para investigar las violaciones de los derechos humanos en la región.
La resolución, patrocinada por Alemania, Rumania, el Reino Unido y Estados Unidos, fue adoptada por 11 votos a favor, ninguno en contra y cuatro abstenciones de Argelia, China, Pakistán y Rusia. Los países que se abstuvieron expresaron reservas sobre la amenaza de sanciones. Fue la primera vez que una resolución del Consejo de Seguridad invocaba la Convención para la Prevención y la Sanción del Delito de Genocidio al establecer una investigación internacional.

## Resolución
El Consejo de Seguridad acogió con satisfacción los progresos realizados en materia de acceso humanitario y expresó su preocupación por el hecho de que el Gobierno sudanés no había cumplido los compromisos adquiridos en virtud de la Resolución 1556. Elogió el compromiso de la Unión Africana para abordar la situación en la región de Darfur y el levantamiento de las restricciones a la prestación de ayuda humanitaria por parte del Gobierno sudanés. Se instó al gobierno y a los rebeldes a que permitieran el suministro sin trabas de ayuda humanitaria, incluso a través de las fronteras de Sudán con Libia y Chad .
En el preámbulo de la resolución se expresó preocupación por la falta de avances en materia de seguridad y protección de los civiles, desarme de los Janjaweed y el enjuiciamiento de los responsables de violaciones de los derechos humanos y del derecho internacional humanitario. Recordó la responsabilidad primordial del Gobierno sudanés de proteger a sus civiles, respetar los derechos humanos y mantener la ley y el orden. Al mismo tiempo, el Movimiento Justicia e Igualdad (JEM) y el Movimiento/Ejército de Liberación de Sudán (SLM) también tuvieron que respetar los derechos humanos.
Se destacó que la solución definitiva a la crisis de Darfur era el regreso de los refugiados y de las personas internamente desplazadas, y el Consejo expresó su determinación de poner fin al sufrimiento de la población de Darfur.
Actuando en virtud del Capítulo VII de la Carta de las Naciones Unidas, el Consejo declaró que el Gobierno de Sudán no había cumplido sus compromisos y expresó preocupación por los ataques con helicópteros y los asaltos de la milicia Janjaweed contra aldeas de Darfur. Acogió con satisfacción la intención de la Unión Africana de reforzar su misión de observación en Darfur e instó a todos los Estados miembros a apoyar esos esfuerzos. Se instó a todas las partes interesadas a alcanzar un acuerdo político bajo los auspicios de la Unión Africana, y se instó al Gobierno y al Ejército/Movimiento de Liberación del Pueblo de Sudán (SPLM) a concluir un Acuerdo de Paz General. En particular, el gobierno tenía que poner fin a la impunidad en Darfur y llevar ante la justicia a los responsables de abusos generalizados de los derechos humanos. Los nombres de las personas detenidas por tales abusos debían ser presentados ante la Unión Africana .
La resolución exigió que todos los grupos armados y fuerzas rebeldes pusieran fin a la violencia en la región de Darfur, mientras que se instó al gobierno a abstenerse de realizar vuelos militares sobre la región de conformidad con el Acuerdo de Alto el Fuego Humanitario del 8 de abril. Mientras tanto, se solicitó al Secretario General Kofi Annan que estableciera una comisión internacional de investigación para investigar las violaciones de los derechos humanos y del derecho humanitario en Darfur, incluido el genocidio, cometidas por todas las partes, e identificar a los autores. Se pidió a los países que realizaran contribuciones generosas a los esfuerzos humanitarios que se estaban realizando en Darfur y el Chad .
Por último, el Consejo advirtió que en caso de incumplimiento por parte del Gobierno sudanés de las exigencias de la Resolución 1556 o de la resolución actual, se impondrían medidas adicionales en virtud del Artículo 41 de la Carta de las Naciones Unidas, relativas a restricciones contra su sector petrolero y los viajes de funcionarios gubernamentales. El Secretario General, en sus informes sobre la situación, debía informar sobre el progreso (o falta de él) del Gobierno sudanés respecto de las demandas del Consejo de Seguridad y sobre los esfuerzos encaminados a alcanzar un acuerdo de paz.